# Andriska Viktor
Andriska Viktor, névváltozata: Andriska Győző Antal (Budapest, 1887. december 10. – Budapest, Terézváros, 1961. július 26.) gyógyszerész, orvos, egyetemi tanár.

## Életpályája
Andriska Antal (1852–1933) miniszteri osztálytanácsos és gálszécsi Ritoók Margit (1857–1935) fiaként született. Fivére Andriska Ödön (1892–1966) gyógyszerész. A Budapesti II. kerületi Királyi Egyetemi Katolikus Főgimnáziumban érettségizett (1905). A Budapesti Tudományegyetem Bölcsészettudományi Karán 1909-ben gyógyszerészetből kitüntetéssel vizsgázott, majd egy pécsi gyógyszertárban működött kisegítőként. Gyógyszerészhallgatóként belépett a Galilei Körbe. 1910. április 16-án a Magyarországi Gyógyszerésztestület Aggteleki utca 9. szám alatti épületében megnyílt a Gyógyszerészi Múzeum, melyet a Gyógyszerészhallgatók Segélyző és Önképző Egyletének elnökeként Andriska nyitott meg.
1910 júniusában A különböző készítési módokon elkészített teaital kémiai vizsgálata című értekezése nyomán gyógyszerész doktorrá avatták. Az 1910/1911. tanévben az egyetem Jog- és Államtudományi Karának előadásait látogatta. Ezt követően a Budapesti Tudományegyetem Közegészségtani Intézetének gyakornoka, 1913-től tanársegéd lett Liebermann Leó professzor mellett. 1914 októberében Erzsébetfalván saját gyógyszertárat nyitott Victoria néven. Az első világháború idején az I. sz. honvédkórház koleralaboratóriumában teljesített szolgálatot, ahol Fenyvessy Bélával – a későbbi professzorral – különböző oltóanyagokat (főleg tífusz és kolera ellen) termeltek a katonaság, illetve a megbetegedettek számára. 1916 júniusában a Budapesti Királyi Törvényszék mint volt egyetemi tanársegédet a Budapesti Királyi Törvényszék és az ahhoz tartozó járásbíróságok területére állandó vegyész-szakértővé nevezte ki. A Tanácsköztársaság idején a Munkaügyi és Népjóléti Népbiztosságon a patikák központi felügyelője volt. Ezt követően (1919) visszatért a Közegészségtani Intézethez, ahol ismét tanársegéd, majd az 1925/1926. tanévtől adjunktus volt.
1921 decemberében a Pozsonyból Budapestre költözött Erzsébet Tudományegyetemen orvosdoktorrá avatták. Ugyanebben az évben állami ösztöndíjjal Németországba utazott, ahol a berlini és breslaui egyetemeken egészítette ki addigi bakteriológiai tanulmányait. 1924. március 30-án az Okleveles Gyógyszerészek Országos Egyesülete alelnökké választotta. A budapesti Pázmány Péter Tudományegyetem Az egészségtani vizsgáló módszerek című tárgykörből 1923-ban egyetemi magántanárrá habilitálta. 1925. szeptember 1-jén kapott egyetemi adjunktusi kinevezést, s ettől kezdve 21 éven át megbízott előadója volt a „közegészségtannak”. 1926. októbertől 1928-ig és az 1930/1931. tanévben megbízták a Közegészségtani Intézet ideiglenes vezetésével. 1930-ban Budapesten tisztiorvosi kinevezést kapott, illetve a népjóléti és munkaügyi miniszter kinevezte az Országos Közegészségügyi Tanács rendkívüli tagjává hat évi időtartamra. 1930. évi közgyűlésén az Okleveles Gyógyszerészek Országos Egyesülete újból megválasztotta alelnökéül.
1932 augusztusában az orvos- és gyógyszerészképzés, valamint a szakirodalom művelése terén szerzett érdemei elismeréséül az egyetemi rendkívüli tanári címet adományozták számára. 1936 végén Lévolt István, volt maklári gyógyszertártulajdonos átvette a pestszenterzsébeti Victoria Gyógyszertárat, melyet 1930 és 1936 között bátyja, Andriska Ödön vezetett. Egyetemi oktatói tevékenységét az 1940-es évek közepéig gyakorolta. 1955 és 1957 között az SZTK vényellenőrző csoportjában működött, majd üzemorvosi munkakörben tevékenykedett.
A Gyógyszerészek Lapja szerkesztőbizottságának tagja, főszerkesztője (1925–1926).
Otthonában, a VI. kerületi Rózsa Ferenc utca 64. szám alatt halt meg. Halálát agyvérzés, agyi ütőérelmeszesedés okozta.
A Farkasréti temetőben nyugszik.

### Családja
Első felesége Nagy Győry Melánia volt, akivel 1916. április 29-én Erzsébetfalván kötött házasságot. Elváltak. Második felesége Makfalvi Margit Erzsébet (1899–1977) iskolaorvos, egyetemi tanársegéd volt. Fiai ifj. Andriska Viktor (1929–2000) vegyészmérnök (felesége Takács Teréz) és Andriska György (1932–1934).

## Főbb művei
- Ein neues Verfahren zur Bestimmung desFeinheitsgrades der Weizenmehle, Unters, der Nahrung und Genussmittel (1911)
- Egyptomi cigaretták vizsgálata ópiumra. (Magyar Orvosi Archivum, 1913)
- Mit várhatunk a chemiától? (Gyógyszerészek Lapja, 1919, 22.)
- A levegő salétromossav- és salétromsavtartalmának meghatározása. (Magyar Chemiai Folyóirat, 1920)
- Bestimmung des Kohlenoxydgehaltes der Luft (1923)
- Egyéni egészségtan gyógyszerész-gyakornokoknak. Budapest, 1948